# Blepharis duvigneaudii
Blepharis duvigneaudii är en akantusväxtart som beskrevs av K. Vollesen. Blepharis duvigneaudii ingår i släktet Blepharis och familjen akantusväxter. Inga underarter finns listade i Catalogue of Life.